# Ян Карасінський

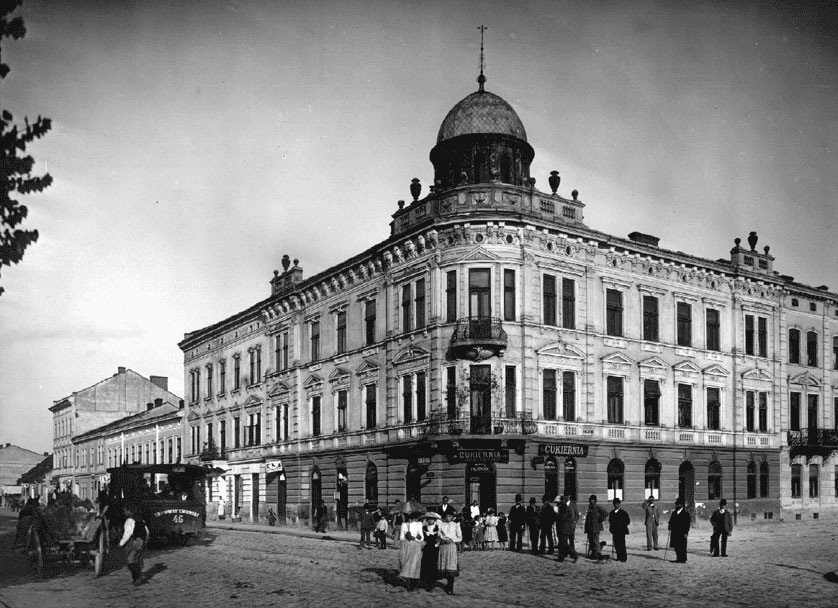
Будинок на пл. Кропивницького, 1

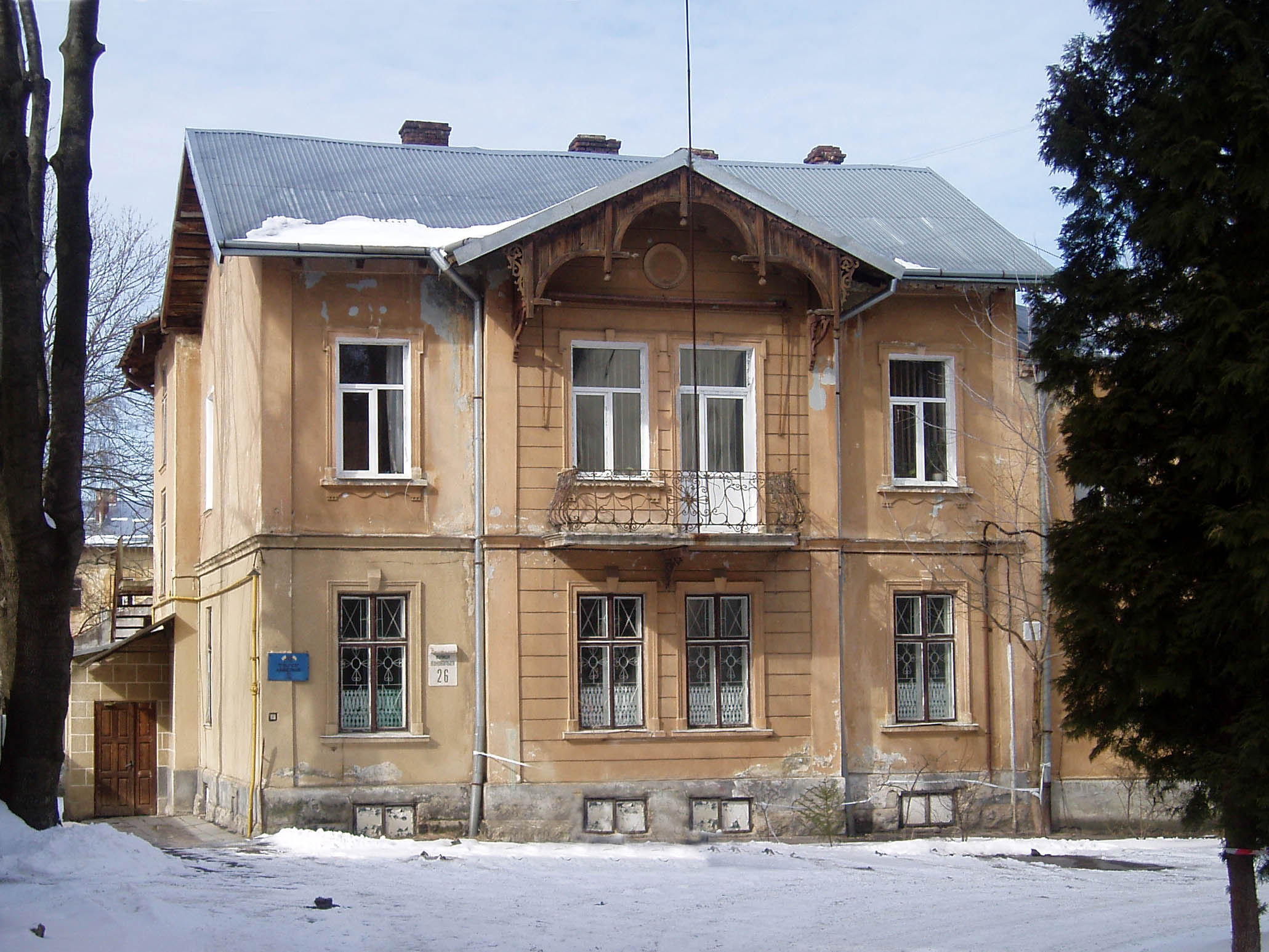
Вілла на вул. Коновальця, 26

Ян Карасі́нський (пол. Jan Karasiński; 13 червня 1838 — 14 листопада 1916) — львівський архітектор.

## Життєпис
Народився 13 червня 1838 року, місце народження невідоме. Працював у Львові. Член Політехнічного товариства у Львові протягом 1879–1900 років. Член Товариства уповноважених будівничих від 1887. Зводив житлові прибуткові будинки у стилях неоренесансу і необароко, ретельно опрацьовуючи деталі фасадів — руст, обрамлення вікон, аттики, вежі, балкони. Застосовував елементи «швейцарського стилю» в дерев'яних деталях будинків.
Помер 14 листопада 1916 року. Похований на 3 полі Личаківського цвинтаря , у гробівці родини Малішевських. 
Реалізовані проекти
- Будинок на вулиці Степана Бандери, 89 (1881).
- Будинки на площі Кропивницького, 1-2 (1884–1886).
- Вулиця Личаківська, 4 (1888).
- Мурований паркан (1892) та господарські будівлі монастиря святої Терези у Львові (1893).[3]
- Вілла на вулиці Коновальця, 26 (1894).
- Власний будинок на вулиці Братів Міхновських, 25 (1900).